# Río Ource
El río Ource es un río de Francia, un afluente por la derecha del curso superior del río Sena. Nace cerca de Poinson-lès-Grancey (en el departamento de Alto Marne), cerca de Côte-d'Or, en la meseta de Langres, y desemboca en Bar-sur-Seine. Su curso, de 103 km, discurre por los departamentos de Alto Marne, Côte-d'Or y Aube.
Su cuenca sólo abarca 736 km², por lo que su caudal es modesto (8,6 m²/s).
- Datos: Q1808825
- Multimedia: Ource / Q1808825